# Гровер (Вайоминг)
Гровер (англ. Grover, Wyoming) — статистически обособленная местность, расположенная в округе Линкольн (штат Вайоминг, США) с населением в 137 человек по статистическим данным переписи 2000 года.

## География
По данным Бюро переписи населения США статистически обособленная местность Гровер имеет общую площадь в 2,33 квадратных километров, водных ресурсов в черте населённого пункта не имеется.
Статистически обособленная местность Гровер расположена на высоте 1874 метра над уровнем моря.

## Демография
По данным переписи населения 2000 года в Гровере проживало 137 человек, 38 семей, насчитывалось 48 домашних хозяйств и 56 жилых домов. Средняя плотность населения составляла около 61,4 человек на один квадратный километр. Расовый состав Гровер по данным переписи распределился следующим образом: 96,35 % белых, 0,73 % — азиатов, 2,92 % — представителей смешанных рас.
Испаноговорящие составили 2,92 % от всех жителей статистически обособленной местности.
Из 48 домашних хозяйств в 43,8 % — воспитывали детей в возрасте до 18 лет, 79,2 % представляли собой совместно проживающие супружеские пары, 20,8 % не имели семей. 20,8 % от общего числа семей на момент переписи жили самостоятельно, при этом 12,5 % составили одинокие пожилые люди в возрасте 65 лет и старше. Средний размер домашнего хозяйства составил 2,85 человек, а средний размер семьи — 3,32 человек.
Население статистически обособленной местности по возрастному диапазону по данным переписи 2000 года распределилось следующим образом: 27,7 % — жители младше 18 лет, 15,3 % — между 18 и 24 годами, 20,4 % — от 25 до 44 лет, 25,5 % — от 45 до 64 лет и 10,9 % — в возрасте 65 лет и старше. Средний возраст жителей составил 36 лет. На каждые 100 женщин в Гровере приходилось 101,5 мужчин, при этом на каждые сто женщин 18 лет и старше приходилось 102,0 мужчин также старше 18 лет.
Средний доход на одно домашнее хозяйство в статистически обособленной местности составил 32 500 долларов США, а средний доход на одну семью — 34 250 долларов. При этом мужчины имели средний доход в 29 375 долларов США в год против 20 625 долларов среднегодового дохода у женщин. Доход на душу населения в статистически обособленной местности составил 15 687 долларов в год. Все семьи Гровер имели доход, превышающий уровень бедности.